# Al-Bayda
Pour les articles homonymes, voir Bayda.
Al-Bayda (en arabe : ٱلْبَيْضَاء, également orthographié al-Baida) est un village du nord-ouest de la Syrie, situé près de Banias, dans le gouvernorat de Tartous, situé au nord de Tartous. Les localités voisines comprennent Baniyas au nord, Kharibah à l'est et Maten al-Sahel au sud. Al-Bayda est situé juste à l'est de la côte méditerranéenne. Selon le Bureau central syrien des statistiques, Al-Bayda comptait 5 783 habitants au recensement de 2004, ce qui en fait la deuxième plus grande localité du Baniyas nahiyah (« sous-district de Baniyas ») après la ville de Baniyas.
Les habitants d'Al-Bayda sont principalement des musulmans sunnites, et avec Baniyas, Basatin al-Assad et Marqab, les villages forment une zone habitée par une majorité de sunnites au milieu d'une région en majorité habitée par des habitants de confession alaouite.
Pendant la guerre civile syrienne, al-Bayda passe sous le contrôle de rebelles opposés à Assad. En mai 2013, le village est soumis à des bombardements des forces gouvernementales qui auraient fait plus de 100 morts, dont le maire de la ville et sa famille.

## Massacre du 2 mai 2013
Selon le principal groupe d'opposition et de nombreuses sources locales, un massacre a lieu à Al-Bayda et à Baniyas le 2 mai, commis par les forces gouvernementales et milices pro-gouvernementales. « Les troupes syriennes, soutenues par des hommes armés des villages alaouites voisins, ont envahi le village, incendié des maisons et utilisé des couteaux, des armes et des objets contondants pour tuer des gens dans les rues ».
Al-Bayda est le village d'origine d'Omar Alshogre, adolescent qui échappe au massacre car il est détenu dans les geôles syriennes avec ses cousins, de décembre 2012 à juin 2015. Son père et deux de ses frères sont assassinés lors du massacre.